# Kennedytunnel
Der Kennedytunnel ist ein kombinierter Eisenbahn-, Autobahn- und Fahrradtunnel im Südwesten der belgischen Stadt Antwerpen. Er verläuft unterhalb der Schelde. Der Tunnel ist Teil des Antwerpener Autobahnrings R 1 und wurde dem Straßenverkehr am 31. Mai 1969 übergeben. Der nordöstlich parallel verlaufende gleichnamige Eisenbahntunnel für die Bahnlinie von Antwerpen nach Gent wurde am 1. Februar 1970 eröffnet. Benannt ist er nach dem amerikanischen Präsidenten John F. Kennedy.

## Konstruktion
Die Planungen für den Tunnel begannen in den 1950er Jahren, da der innerstädtische, 1933 eröffnete Waaslandtunnel mit täglich 38.000 Fahrzeugen zunehmend an die Grenzen seiner Kapazität stieß. 1963 entschied sich der belgische Minister für öffentlichen Bau, Georges Bohy, auf Anraten von Technikern für den Bau eines Tunnels anstelle einer Brücke. Am 4. September 1964 begann der Bau des Absenktunnels, alle Röhren befinden sich etwa 15 Meter unter dem Meeresspiegel.
- Der Tunnel besteht aus zwei Röhren für den Autoverkehr, die jeweils drei Fahrspuren beherbergen. Diese Röhren für die Autobahn haben eine Breite von 14,25 Metern und eine Länge von jeweils 690 Metern.
- Zwischen diesen beiden Röhren verläuft eine vier Meter breite und 680 Meter lange Röhre für den Fahrradverkehr. Die Ausgänge dieses Tunnels sind ebenerdig und können über die Zugangsaufzüge mit einer Kabinenlänge von 2,85 Metern oder Treppen erreicht werden.
- Der Eisenbahntunnel hat eine Breite von 10,50 Metern und eine Länge von 1.200 Metern. Er ist zweigleisig und elektrifiziert. Die Höchstgeschwindigkeit beträgt 90 km/h, mit einer Beschränkung auf 70 km/h für Güterzüge aus Richtung Gent, die in Bremsstellung G verkehren.

2007 wurde die Tunnelsicherheit durch das European Tunnel Assessment Program (EuroTAP) überprüft. Aufgrund der zu geringen Punktzahl für Kommunikation und Notfallmanagement wurde die Sicherheitsbewertung des Tunnels von „akzeptabel“ auf „mangelhaft“ herabgestuft.